# Belinda De Camborne Lucy

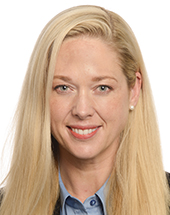
Belinda De Camborne Lucy, 2019

Belinda Claire De Camborne Lucy (* 15. Oktober 1976 in Sheffield, South Yorkshire) ist eine britische Politikerin. Ab der Europawahl 2019 bis zum 31. Januar 2020 war sie für die Brexit Party Mitglied des Europäischen Parlaments.

## Leben
Ihr Urgroßvater war Edward Selby Little, ein Missionar in China, welcher Mitgründer des Kurorts Guling in Jiangxi war. Nach eigenen Angaben spricht sie Mandarin.

## Politische Laufbahn
De Lucy hat 2016 für den Brexit gestimmt. Sie unterstützt zudem die Brexit-Kampagnen Leave Means Leave sowie Ladies for Leave. Bei den Wahlen der Europawahl 2019 trat sie für die Brexit-Partei für den Wahlkreis South East England an. Sie stand auf dem vierten Listenplatz ihrer Partei und wurde als einer von vier Abgeordneten ihres Wahlkreises gewählt. Im Europäischen Parlament war sie Mitglied des Ausschusses für Frauenrechte und Gleichberechtigung. Sie war zudem Teil der Delegation für parlamentarische Zusammenarbeit mit Russland.

## Privates
Sie ist mit Raymond McKeeve verheiratet und hat vier Kinder.